# Tipula miranha
Tipula miranha är en tvåvingeart som beskrevs av Alexander 1913. Tipula miranha ingår i släktet Tipula och familjen storharkrankar.
Artens utbredningsområde är Colombia. Inga underarter finns listade i Catalogue of Life.